# Hugues Aycelin de Montaigut
Hugues Aycelin de Montaigut, né à Billom vers 1230, mort à Rome le 28 décembre 1297, est un dominicain, docteur en théologie et cardinal. Il est parfois appelé Hugues de Billom ou le cardinal de Billom.

## Biographie
Hugues est le fils de Pierre Aycelin de Montaigut et d'Adélaïde Flotte, sœur du chancelier Pierre Flotte. Formé à l'école collégiale de Saint-Cerneuf de Billom, il fut dominicain dans le couvent de Clermont, et étudia à Paris où il devient docteur en théologie. Il fut préfet au couvent Saint-Jacques à Paris (1282-1284). Il enseigna ensuite en Italie et en 1287 se trouva au monastère Sainte-Sabine de Rome qui fut choisi à la mort d’Honoré IV pour le conclave de l’élection du nouveau pape.
Il fut nommé cardinal avec le titre de cardinal-prêtre de Sainte-Sabine par Nicolas IV (1288-1292) et maître du sacré palais. Le 12 août 1294, comme doyen du Sacré Collège, il sacra évêque Célestin V avant son intronisation comme pontife. Il fut alors nommé cardinal-évêque d'Ostie et de Velitre.
Il fonda l'Hôtel-Dieu de Billom et favorisa les écoles de cette ville.
Il mourut le 28 décembre 1297 et fut inhumé devant l’autel de la chapelle de Sainte-Sabine.